# Scopula luzonica
Scopula luzonica là một loài bướm đêm trong họ Geometridae.